# 英翰
英翰（1828年—1876年），薩爾圖氏，字西林，滿洲正紅旗人。中國清朝官員。

## 生平
道光二十九年（1849年）舉人。咸丰年间历任合肥知县、同知、宿州知州。咸丰、同治年间，长期在安徽、河南各地镇压太平天国运动和东西捻军，先后得赐号“格洪额”、“达春”巴图鲁。同治二年（1863年）攻陷捻军驻地雉河集（在今安徽涡阳），俘获捻军领袖张乐行，授知府。又参与剿灭苗沛霖之役。同治三年（1864年）攻太平军陈得才部，招降马融和，升安徽按察使、布政使。同治六年（1867年）升任安徽巡撫。
同治十三年（1874年）10月17日接替瑞麟擔任兩廣總督，期間張兆棟曾暫時署任代理。捕杀太平天国辅王杨辅清，加太子少保，封三等轻车都尉世职，再晋二等。光緒元年（1875年）9月2日被廣州將軍長善、廣東巡撫張兆棟聯手參劾貪汙而去職。
光绪二年（1876年）充任乌鲁木齐都统，不久病故，谥果敏。《清史稿·列传二百十二》卷425有传。史念祖作《英果敏公墓志铭》（载史念祖《俞俞齋文稿初集》）。
为（清）王燕昌的《王氏医存》作序（有现代版《王氏医存》校注本，2014）。

## 家庭
家族世居叶赫。
- 曾祖禄保，世袭云骑尉。
- 祖父文禄，世袭云骑尉，云南普洱镇总兵。
- 父福隆阿，世袭云骑尉。母爱新觉罗氏（胞兄镶蓝旗宗室、烏魯木齊都統勤毅公常清（1801-1865），父二等侍衛、哈拉沙爾辦事大臣宗室玉慶（1757-1832），祖父吏部尚書、勤僖公宗室琳寧）。
- 胞弟英寿。
- 妻正白旗苏完瓜尔佳氏（父恆誠，亦恒敬亭，官笔帖式、读祝官，叔吉诚、祥诚，姑姑嫁麟庆，祖父浙江嘉兴副将庆康亦名庆保）。

## 延伸阅读
[在维基数据编辑]
 《清史稿·卷425》，出自趙爾巽《清史稿》